# 灰窑田遗址
灰窑田遗址，位于中国广西壮族自治区南宁市三岸园艺场灰窑田岭，为一个省级文物保护单位，类型为古遗址，为第二批广西壮族自治区文物保护单位，公布时间为1981年8月25日。
灰窑田遗址的历史年代为新石器时代。